# Téléphonie Industrielle et Commerciale
Téléphonie Industrielle et Commerciale (Télic), est une société créée en 1927, qui conservera son nom jusqu'en 1990.

## Origine

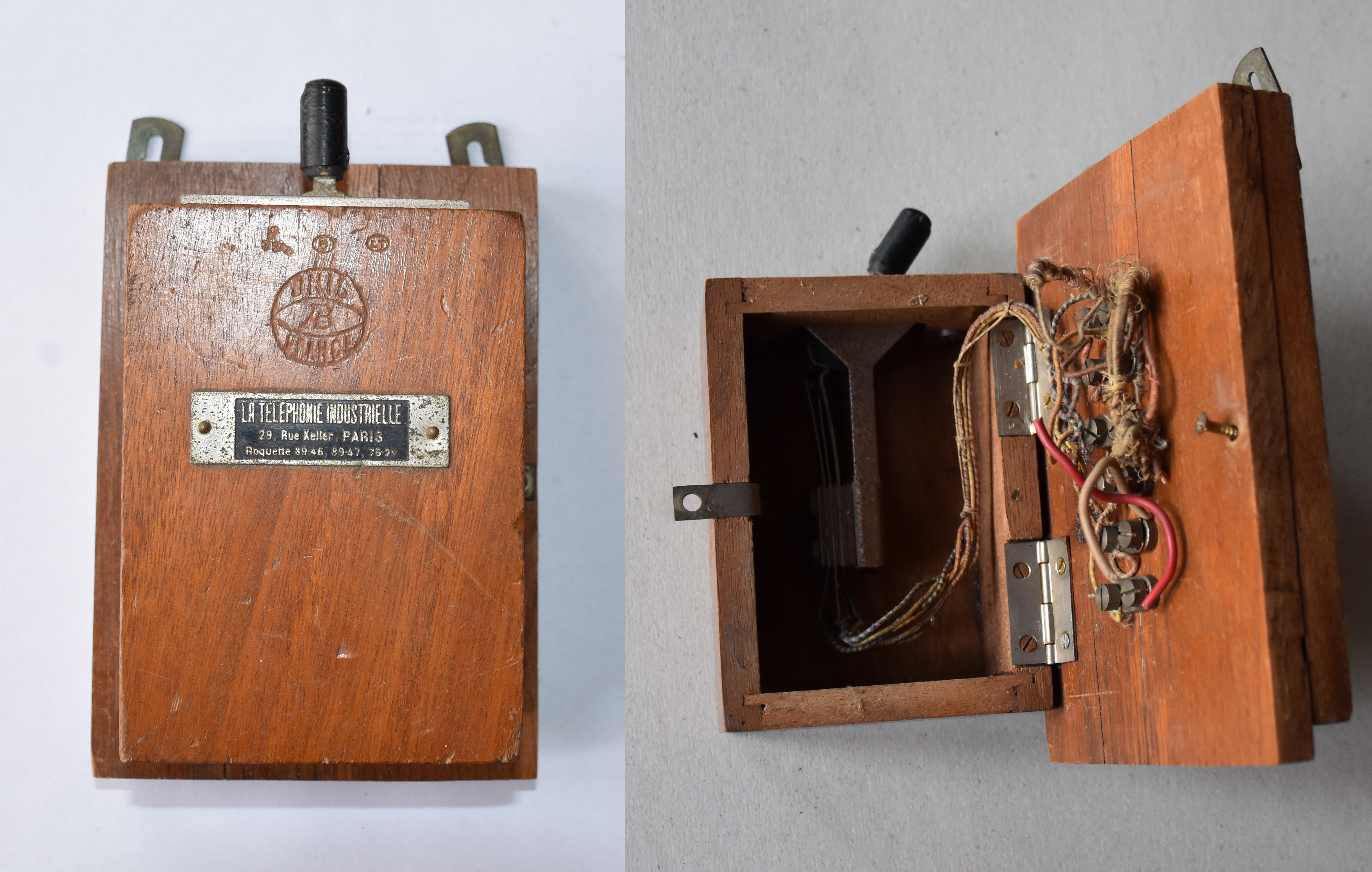
Commutateur téléphonique fabriqué par La téléphonie industrielle

L'origine de Télic est une petite société allemande de matériel téléphonique. Cette société est une simple succursale de vente et d'installation de matériel téléphonique Elle est mise sous séquestre à la fin de la Première Guerre mondiale.
En 1919, Aaron Weil, provenant du commerce des cuirs et des peaux où il a fait fortune, opère un changement radical dans son orientation professionnelle, en faisant l'acquisition de cette société qui devient Le téléphone privé, et se lance dans la production. L'entreprise est en pleine croissance, et prend le nom de Téléphonie Industrielle et Commerciale, fusionnant la vente et la production.

## L'extension

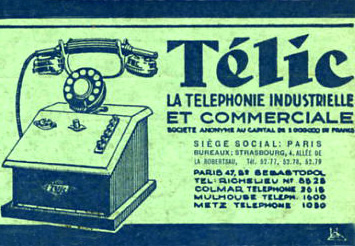
Publicité (La Vie en Alsace, 1933)

Après plusieurs déménagements, la société s'installe dans le domaine de la téléphonie privée. En 1933, René Weil prend la présidence de la société à la suite du décès de son père La même année, une commande des P&T amène Télic au marché public. Télic poursuit une politique de recherche et développement active : les premières études de commutateurs automatiques privés sont lancés. Les recherches sont interrompues lors de la Seconde Guerre mondiale.

## Après la guerre
En 1947, la branche commerciale reprend son autonomie sous le nom de Société Alsacienne et Lorraine de Télécommunication et d'Electronique (Alsatel). En 1954, Télic acquiert Cofratel. En 1955, de nouveaux locaux ouvrent à Strasbourg. Télic achète une licence pour l'adaptation du commutateur Crossbar aux contraintes des normes françaises de téléphonie privée : c'est le Crossbar Télic
Télic rejoint par la suite la CIT, et la Compagnie générale d'électricité.
80 % de la production des minitels, soit six millions, sont fabriqués en Alsace par Telic-Alcatel entre 1981 et 2002, sur deux sites de fabrication, essentiellement l'usine de Wœrth, au nord de Haguenau et, pour les derniers modèles, à Illkirch-Graffenstaden, dans la banlieue sud de Strasbourg.

## Source partielle
- Histoire de la Compagnie générale d'électricité. Larousse, 1991.